# L. L. Langstroth

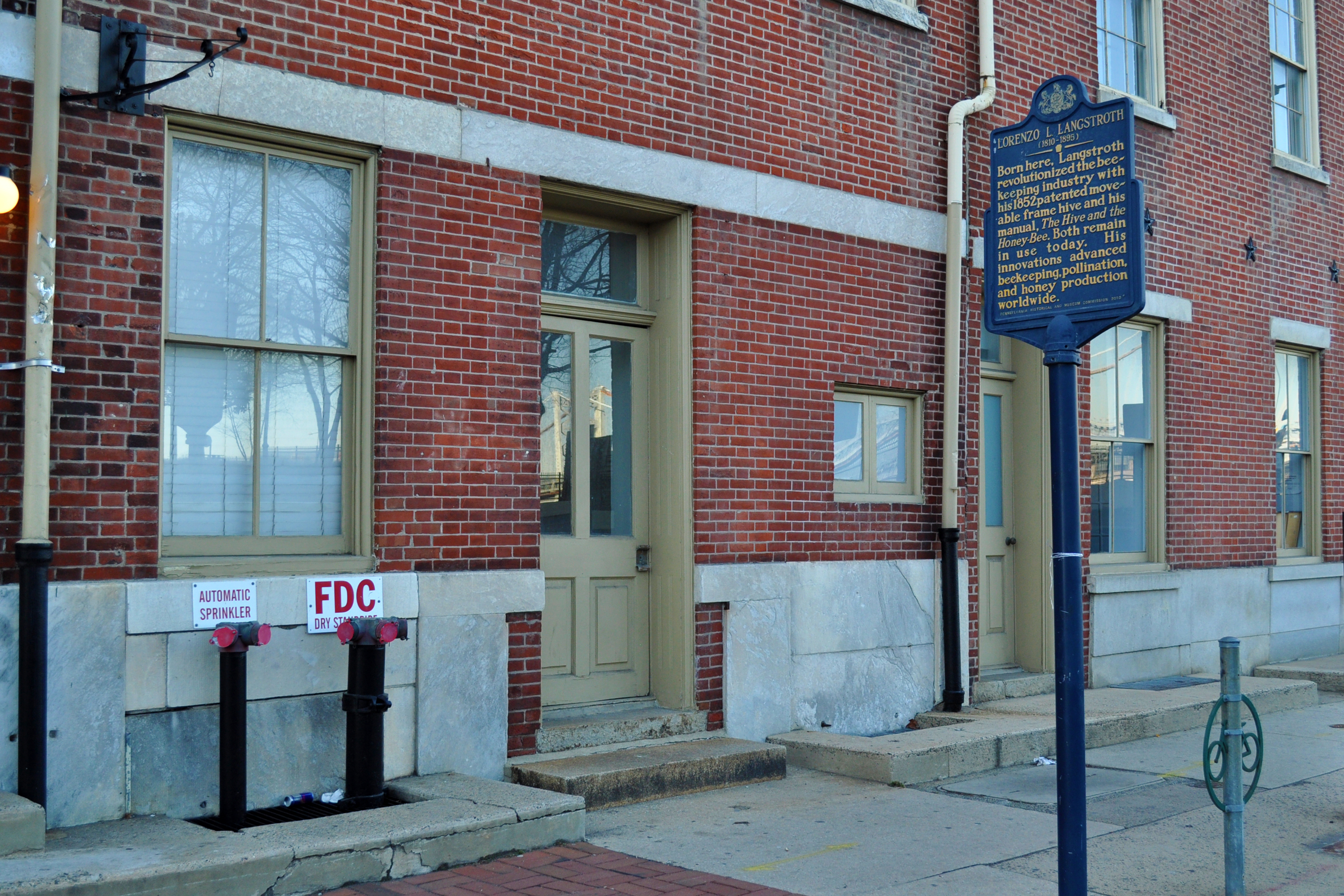
Placă comemorativă Lorenzo L. Langstroth la St. S. Front nr. 106, Philadelphia PA

Rev. Lorenzo Lorraine Langstroth (n. 25 decembrie 1810, Pennsylvania, SUA – d. 6 octombrie 1895, Dayton, Ohio, SUA) a fost un cleric, apicultor, duhovnic și profesor american, considerat a fi părintele apiculturii americane. El a creat stupul Langstroth modern..

## Viața timpurie și familia
Langstroth s-a născut în Philadelphia, Pennsylvania la 25 decembrie 1810. A absolvit Universitatea Yale în 1831 și, ulterior, a deținut un tutorat acolo între 1834–1835. După aceasta, a fost pastor al diferitelor biserici congregaționale din Massachusetts, inclusiv al Bisericii de Sud din Andover, Massachusetts în mai 1836 Din 1843–48, a slujit ca pastor al celei de-a doua Biserici Congregaționale din Greenfield, Massachusetts. O placă mare de granit a fost plasată pe gazonul din fțță a bisericii de către apicultorul național EF Phillips și alții în 1948. În 1848, Langstroth a devenit directorul unei școli de domnișoare din Greenfield, Massachusetts.

## Contribuții la apicultură
Stupul de frunze, inventat în Elveția în 1789 de François Huber, era un stup cu cadru complet mobil, dar avea cadre solide care se atingeau și formau „cutia”. Fagurii din acest stup au fost examinați ca paginile unei cărți. Langstroth a recunoscut contribuția lui Huber și a remarcat: „Folosirea stupului Huber m-a mulțumit că, cu măsurile de precauție adecvate, fagurii puteau fi îndepărtați fără a înfuria albinele și că aceste insecte erau capabile să fie îmblânzite într-un grad surprinzător. Fără cunoștință de aceste fapte, ar fi trebuit să consider un stup care permite îndepărtarea fagurilor ca fiind prea periculos pentru a fi practic. (Langstroth despre albină, 1860)

### Dezvoltarea spațiului albinelor
Langstroth a fost creditat în mod popular cu descoperirea „spațiului albinelor”, deși această descoperire fusese deja implementată în stupii europeni. În Europa, atât Jan Dzierżon cât și August von Berlepsch s-au concentrat pe stupii cu deschidere laterală. Resursele de pământ din Europa fuseseră limitate, iar albinele erau ținute în mod tradițional în stupine. Așa-numitul „spațiu al albinelor” a fost încorporat de Berlepsch în urma descoperirilor lui Dzierzon, din anii 1835–1848, în aranjamentul său cadru (Bienen-Zeitung, mai 1852). Langstroth a făcut multe alte descoperiri în apicultură și a contribuit foarte mult la industrializarea apiculturii moderne.
Langstroth a revoluționat industria apiculturii folosind spațiul pentru albine în stupul său cu deschidere superioară. În vara anului 1851, el a descoperit că, lăsând un spațiu uniform, aproximativ de mărimea unei albine, între partea superioară a ramelor care țineau fagure și placa de acoperire plată de deasupra, a putut să îndepărteze placa de acoperire destul de ușor, care în mod normal era bine cimentată. la ramele cu propolis, și a făcut dificilă separarea. Langstroth a folosit mai târziu această descoperire pentru a face ramele în sine să poată fi îndepărtate cu ușurință. Dacă rămânea un spațiu mic (mai puțin de 1/4 inch sau 6,4 mm), albinele îl umpleau cu propolis; invers, când a rămas un spațiu mai mare (mai mult de 3/8 inch sau 9,5 mm), albinele îl umpleau cu fagure.

### Inovații în designul stupului de albine
La 5 octombrie 1852, Langstroth a primit un brevet pentru primul cadru mobil de stup din America. Un ebenist din Philadelphia și un coleg entuziast al albinelor, Henry Bourquin, a făcut primii stupi ai lui Langstroth pentru el. Până în 1852, Langstroth avea peste o sută de acești stupi și a început să-i vândă acolo unde putea. Langstroth a petrecut mulți ani încercând să-și apere brevetul fără succes. Nu a câștigat niciodată drepturi de autor, deoarece brevetul a fost încălcat ușor și pe scară largă. Stupii Langstroth sunt încă în uz curent astăzi. El a scris că „... particularitatea principală a stupului meu a fost facilitatea cu care puteau fi îndepărtate fără a înfuria albinele.... Mă puteam dispensa de roiul natural și totuși să înmulțesc coloniile cu o mai mare rapiditate și siguranță. decât prin metodele obișnuite... coloniile slabe puteau fi întărite, iar cele care și-au pierdut regina le-au fost puse la dispoziție mijloacele de a obține o alta. .... Dacă bănuiam că ceva este în neregulă cu un stup, puteam constata rapid starea lui adevărată și să aplic remediile potrivite.”
Langstroth a descoperit, de asemenea, că mai multe cutii de stup comunicante pot fi stivuite una deasupra celeilalte și că matca poate fi închisă în camera cea mai de jos (sau a puietului), prin intermediul unui excluzor de matcă. În acest fel, camerele superioare pot fi atinse doar de muncitori și, prin urmare, conțin doar faguri. Acest lucru a făcut posibilă inspecția stupului și multe alte practici de management și a transformat arta apiculturii într-o industrie la scară largă. La momentul contribuțiilor lui Langstroth, mierea era principalul îndulcitor în dietele americane, așa că noile tehnici de apicultură ale lui Langstroth erau de mare importanță. Descoperirile și invențiile sale au permis ca apicultura să fie realizată mai rentabil la scară largă. Deoarece patru până la douăsprezece kilograme de miere – în plus față de multe ore din timpul albinelor – sunt consumate de albine în producerea a un kilogram de ceară de albine, producția de miere a crescut din reutilizarea fagurelui.

### Stupul și albina
În 1853, Langstroth sa mutat înapoi la Greenfield, Massachusetts, din Philadelphia, și a publicat Stupul și albina (Northampton (Massachusetts): Hopkins, Bridgman, 1853), care a oferit sfaturi practice privind managementul albinelor și, după mai mult de 40 de ediții, este încă tipărit și astăzi. Langstroth on the Honey Bee a fost publicat în 1860.

## Mutarea la Oxford, Ohio

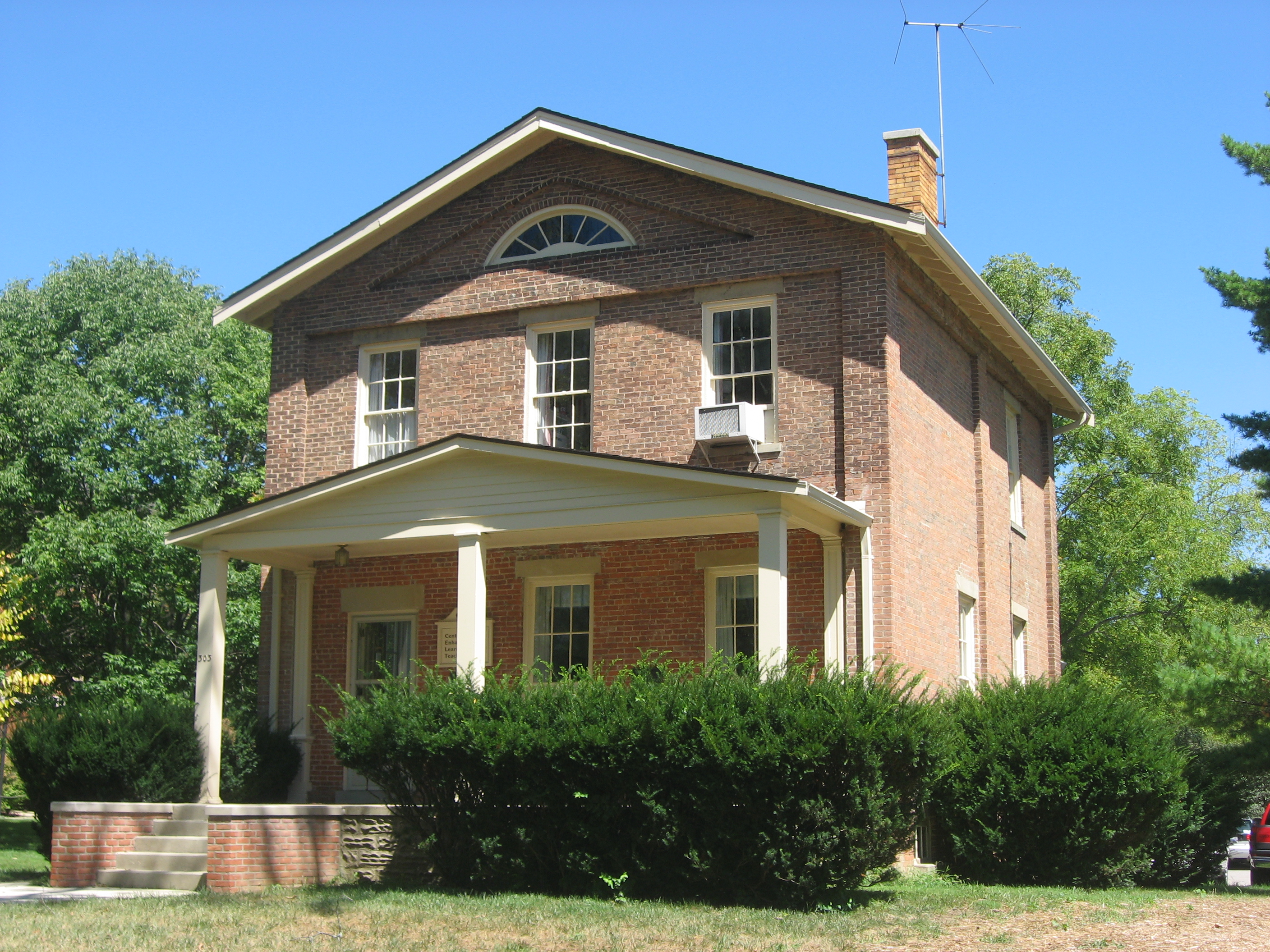
Langstroth Cottage din Oxford

După 1858, Langstroth a făcut din Oxford, Ohio, reședința sa și și-a dedicat timpul apiculturii. Locul avea 10 acri (40.000 m2) și era un loc ideal pentru păstrarea albinelor. Langstroth a plantat un rând de tei de-a lungul străzii și meri în toată proprietatea sa. A semănat hrișcă și semințe de trifoi, folosind 1-acru (4.000 m2) de pământ pentru o grădină formală, umplută cu florile care le plac cel mai bine albinelor, și a numit-o grădina lui de miere. Casa în care a locuit între 1858 și 1887 a fost construită în 1856, iar acum se numește Cabana Langstroth; este desemnat un Reper istoric național. A fost donat Colegiului de Vest pentru Femei, iar astăzi găzduiește Centrul Universitar din Miami pentru îmbunătățirea învățării și predării.
Langstroth a primit primele sale albine italiene acasă în 1863; Albinele italiene erau mai productive decât albinele europene care erau cele mai comune în America la acea vreme. El și fiul său au vândut reginele italiene la 20 USD fiecare și, într-un an, au vândut 100 dintre ele, multe fiind trimise prin poștă în toată uniunea americană.

## Ultimele clipe
În 1887, s-a mutat împreună cu fiica sa, doamna HC Cowan, și familia ei în Dayton, Ohio. Langstroth a murit la amvonul Bisericii Presbiteriene Wayne Avenue din Dayton pe 6 octombrie 1895, exact când începea o predică despre dragostea lui Dumnezeu. El este înmormântat la Cimitirul Woodland și Arboretum din Dayton. Epitaful său sună după cum urmează: 
Înscris în memoria Rev. LL Langstroth, „Părintele apiculturii americane”, de către beneficiarii săi afectuoși care, în amintirea serviciului făcut prin observațiile și experimentele sale persistente și minuțioase împreună cu albinele, îmbunătățirile sale în stup și capacitatea literară arătată în prima carte științifică și populară pe tema apiculturii din Statele Unite, ridicați cu recunoștință acest monument.
Lucrările lui Langstroth se află la Biblioteca „Societății Filozofice Americane” din Philadelphia.

## Brevete
- USPatent|9300 — brevetul lui LL Langstroth pentru un „Stup de albine” din 5 octombrie 1852.
- google.com/patents/USRE1484 USPatent|RE1484 — Brevetul lui LL Langstroth pentru un „Stup de albine” Reeditat din 26 mai 1863.
- USPatent|61216 — Brevet comun al lui LL Langstroth (cu S. Wagner) pentru un „Aparat îmbunătățit pentru extragerea mierii din fagure” din 15 ianuarie 1867.